# Katzenleberegelkrankheit

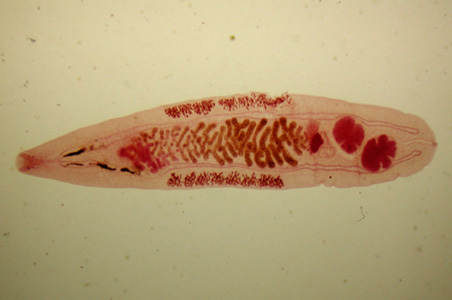
Katzenleberegel

Die Katzenleberegelkrankheit ist eine Parasitose bei Katzen und Hunden, die durch verschiedene Saugwürmer (Trematoden) hervorgerufen wird. In Europa ist der Befall selten.

## Erreger
In Europa ist insbesondere der Katzenleberegel (Opisthorchis felineus, dann auch als Opisthorchiasis bezeichnet) von Bedeutung, der auch in Asien auftritt. Darüber hinaus kommen in Europa und Indien Pseudamphistomum truncatum sowie in Europa und Nordamerika Metorchis bilis als Auslöser in Betracht. Alle drei bei Katzen auftretenden Saugwürmer haben als ersten Zwischenwirt Süßwasserschnecken und als zweiten Zwischenwirt Süßwasserfische. Die Infektion des Endwirts erfolgt durch die Aufnahme von Fischen. In Südostasien tritt bei Hunden und Katzen zudem Opisthorchis viverrini, in Indien bei Hunden auch Opisthorchis noverca auf.
In der Katze befallen die Saugwürmer die Leber, O. felineus und M. bilis vor allem Gallengänge und Gallenblase. O. felineus kann auch die Bauchspeicheldrüsengänge und den Dünndarm befallen.

## Klinisches Bild und Behandlung
Der Befall kann wässrigen Durchfall, ein gestörtes Allgemeinbefinden und einen aufgetriebenen Bauch verursachen. Er kann zu einer Perforation der Gallengänge mit daraus resultierender Bauchfellentzündung, zu einer Leberentzündung insbesondere im Bereich der Leberpforte oder einer Leberzirrhose führen. O. felineus kann auch eine Pankreasfibrose verursachen. Die Diagnose wird durch den Nachweis von Eiern der Parasiten im Kot gestellt.
Zur Behandlung kann Praziquantel eingesetzt werden. Zur Vorbeugung sollte kein unerhitzter Fisch verfüttert werden. Pökeln, Marinieren, Trocknen und Kühlschranktemperatur töten die im Zwischenwirt auftretenden Metazerkarien nicht ab.